# Откриване и изследване на Гренландия
| Години                     | Име на откривател, изследовател                                             | Направени открития и изследвания |
| -------------------------- | --------------------------------------------------------------------------- | --- |
| около 900                  | Гунбьорн Улфсон                                                             | Първо плаване към източните брегове на Гренландия |
| 981-985                    | Ерик Торвалдсон                                                             | Откриване и изследване на южните (981) и югозападните брегове (982-983) и основаване на първи викингски селища на острова (985) |
| до 60-те години на ХІІІ в. | викингски колонисти                                                         | Откриване и изследване на западните брегове до 74° с.ш. и залива Диско |
| 1585–1586                  | Джон Дейвис                                                                 | Откриване на Готхоб фиорд 64°50′ с. ш. 51°00′ з. д. / 64.833333° с. ш. 51° з. д. в Югозападна Гренландия и протока Дейвис (1585). Плаване покрай югозападното крайбрежие на Гренландия до 68º с.ш. (1586) |
| 1605                       | Джон Канингъм (1575–1651)                                                   | Откриване на остров Кристиан ІV (60°00′ с. ш. 43°35′ з. д. / 60° с. ш. 43.583333° з. д.), близо до югоизточното крайбрежие и изследване на западното крайбрежие до 69º 10` с.ш. (залива Диско) |
| 1607                       | Хенри Хъдсън                                                                | Откриване на Земя Хъдсън, на 74º с.ш., на източното крайбрежие |
| 1616                       | Робърт Байлот, Уилям Бафин                                                  | Откриване на западния бряг между 72 – 76º с.ш., залива Мелвил, п-ов Хейс (76 – 78º 45` с.ш.) и южния вход на протока Смит |
| 1652                       | Дейвид Данел                                                                | Откриване и изследване на югоизточното крайбрежие между 64º и 65º30` с.ш., в т.ч. островите Йенс Мунк (65º 40` с.ш.), Орстед (65º 10` с.ш.) и Данеборг (65º 20` с.ш.). Изследване на югозападното крайбрежие до 66º 30` с.ш. |
| 1654                       | Гел Хамке                                                                   | Откриване на залива Гел Хамке на източното крайбрежие и остров Клаверинг (74°17′ с. ш. 21°05′ з. д. / 74.283333° с. ш. 21.083333° з. д.) в него |
| 1655                       | Брур Рейс                                                                   | Откриване на най-източната точка на п-ов Земя Хъдсън – нос Брур Рейс (73°31′ с. ш. 20°23′ з. д. / 73.516667° с. ш. 20.383333° з. д.) и остров Бонтеку (73°07′ с. ш. 21°22′ з. д. / 73.116667° с. ш. 21.366667° з. д.) на входа на фиорда Франц-Йосиф |
| 1671                       | Ламберт                                                                     | Откриване Земя Ламберт, на източното крайбрежие, на 79º10`с.ш. |
| 1722–1723                  | Ханс Егеде                                                                  | Изследване на югозападното крайбрежие между 60° и 64° с.ш. и основаване на град Готхоб (1722) |
| 1729                       | Клаус Порс                                                                  | Изследване на западното крайбрежие от 64º с.ш. до Северната полярна окръжност |
| 1734–1742                  | Якоб Северин (1691–1753)                                                    | Изследване на западното крайбрежие от 64º до 70° с.ш. и основаване на градовете Кристиансхоб (Куасигиангуит, 1738, 68º 49`с.ш.), Якобсхавн (Илулисат, 1741, 69º 13` с.ш.) и Фредериксхоб (Паамиут, 1742, 61º 59` с.ш.) |
| 1751–1752                  | Педер Вале                                                                  | Изследване на югозападното крайбрежие на югоизток от Фредериксхоб (Паамиут) (1751) и южното крайбрежие до 61º с.ш. (1752) |
| 1786                       | Кристиан Егеде                                                              | Откриване на Гюленлевис фиорд (64°20′ с. ш. 40°50′ з. д. / 64.333333° с. ш. 40.833333° з. д.) на югоизточното крайбрежие |
| 1817                       | Уилям Скорсби                                                               | Откриване на големия залив Скорсби (70°20′ с. ш. 24°00′ з. д. / 70.333333° с. ш. 24° з. д.) на източното крайбрежие |
| 1818                       | Джон Рос, Уилям Едуард Пари, Джеймс Кларк Рос, Едуард Сабин                 | Изследване на западното крайбрежие, вторично откриване на залива Мелвил (североизточната част на Бафиновия залив) и вторично откриване на южния вход на протока Смит |
| 1822                       | Уилям Скорсби                                                               | Изследване на източното крайбрежие между 74º 06` и 69º 13` с.ш. и откриване на п-ов Земя Скорсби (на север от залива Скорсби) |
| 1823                       | Едуард Сабин, Дъглас Чарлз Клаверинг (1794–1827)                            | Провеждане на гравиметрични измервания покрай източните брегове на Гренландия и откриване на остров Сабин (74°35′ с. ш. 18°58′ з. д. / 74.583333° с. ш. 18.966667° з. д.) (Едуард Сабин). Изследване на част от източния бряг, вторично откриване на остров Клаверинг (74°18′ с. ш. 21°06′ з. д. / 74.3° с. ш. 21.1° з. д.), а на север от него – откриване на остров Шанън (75°10′ с. ш. 18°20′ з. д. / 75.166667° с. ш. 18.333333° з. д.) (Дъглас Клаверинг) |
| 1829–1830                  | Вилхелм Август Гро                                                          | Първо скициране на югоизточното крайбрежие (Бряг Крал Фредерик VІ), от нос Фарвел (59º46`с.ш.) до остров Данеборг (65º20`с.ш.) |
| 1848–1864                  | Хенрик Йохан Ринк                                                           | Завършване в общи линии на изследването и картирането на западното и южно крайбрежие на острова |
| 1852                       | Едуард Огъстъс Инглфилд                                                     | Първо проникване в протока Смит, разделящ остров Елсмиър от Гренландия, изследване на Китовия залив (77º 30` с.ш., на северозападното крайбрежие на Гренландия) и откриване на продължението му, тесния залив Инглфилд и водещите към него протоци Валсун и Мърчисън, отделящи двата острова от Гренландия, откриване на островите Нортъмбърланд на запад и Хърбърт на изток и достигане в протока Смит до 78º35`с.ш., рекордна за това време географски ширина |
| 1853–1854                  | Илайша Кент Кейн, Айзък Израел Хейс, Ханс Хендрик (1834–1889), Уилям Мортън | Илайша Кент Кейн: Откриване на Басейна Кейн (на север от протока Смит) и ледника Хумболт, спускащ се в залива Пибоди в Северозападна Гренландия (1853–1854). Ханс Хендрик: Изследване на югоизточните, източните и североизточните брегове на Басейна Кейн и откриване на южното крайбрежие на п-ов Земя Вашингтон (в Северозападна Гренландия) и протока Кенеди (на запад от полуострова), в който достига до 81º 22` с.ш. (1854). Уилям Мортън: Откриване на залива Пибоди (79° с. ш. 66° з. д. / 79° с. ш. 66° з. д.), край северозападния бряг на Гренландия (1854) |
| 1860                       | Айзък Израел Хейс, Ханс Хендрик                                             | Изследване на северния купол на Гренландия в района на п-ов Хейс |
| 1869–1870                  | Карл Колдевей, Юлиус Пайер                                                  | Изследване на източното крайбрежие между 73º и 77º с.ш. и откриване на остров Кун (74°50′ с. ш. 20°16′ з. д. / 74.833333° с. ш. 20.266667° з. д.), протока, отделящ го на запад от Гренландия, Бряг Земя Пайер, нос Бисмарк (76°41′ с. ш. 18°32′ з. д. / 76.683333° с. ш. 18.533333° з. д.), остров Голям Колдевей (76°20′ с. ш. 18°50′ з. д. / 76.333333° с. ш. 18.833333° з. д.), залива Дов (76°30′ с. ш. 20°20′ з. д. / 76.5° с. ш. 20.333333° з. д.), Земя Кайзер Вилхелм (75 – 76º с.ш.) и Франц Йосиф фиорд (73°30′ с. ш. 24°12′ з. д. / 73.5° с. ш. 24.2° з. д.) |
| 1870, 1883                 | Адолф Ерик Норденшелд                                                       | Изследване на западните вътрешни райони на Гренландия |
| 1871                       | Чарлз Френсис Хол, Ханс Хендрик, Джоузеф Ебербинг                           | Откриване на Басейна Хол, протока Робсън, море Линкълн, в което плава на север до 82º 26` с.ш., п-ов Земя Хол (в Северозападна Гренландия), залива Нюмън (81°45′ с. ш. 59°00′ з. д. / 81.75° с. ш. 59° з. д.), п-ов Земя Нюебое (81°50′ с. ш. 56°00′ з. д. / 81.833333° с. ш. 56° з. д.) и ледника Петерман, спускащ се от юг в Басейна Хол |
| 1875–1876                  | Джордж Нерс, Албърт Маркам, Л. А. Бомон                                     | Джордж Нерс: Свободно плаване на север в море Линкълн до 82º 24` с.ш. (1875). Албърт Маркам: Достигане със ски до 83º 20' 26“ с.ш. (1876). Л. А. Бомон: Откриване на участък от крайбрежието на Гренландия, граничещо с море Линкълн от протока Робсън на изток-североизток до Земя Нерс, в т.ч. Земя Вулф (разположена между фиордите Шерард Осбърн на югозапад и Виктория на североизток) и малкия остров Бомон (82°47′ с. ш. 50°01′ з. д. / 82.783333° с. ш. 50.016667° з. д.), на север от Земя Вулф (1876) |
| 1876, 1880–1881            | Густав Холм                                                                 | Подробно геоложко изследване на югоизточното крайбрежие на юг до нос Фарвел (59º 45` с.ш., най-южната точка на Гренландия) |
| 1883–1885                  | Густав Холм                                                                 | Изследване на югоизточното крайбрежие от нос Фарвел до нос Густав Холм (66º 30` с.ш.) |
| 1888                       | Фритьоф Нансен, Ото Свердруп                                                | Първо пресичане на ледения купол на Гренландия от изток на запад по 64° с.ш. |
| 1888–1890                  | Георг Карл Амдруп                                                           | Изследване на участък от източния бряг между Северната полярна окръжност и 72º с.ш., с изключение на залива Скорсби |
| 1891–1892                  | Карл Рюдер                                                                  | Завършване на изследването на залива Скорсби и откриване двата големи полуострова – Земя Госе (70°15′ с. ш. 27°30′ з. д. / 70.25° с. ш. 27.5° з. д.) и Земя Реклан (71°00′ с. ш. 26°30′ з. д. / 71° с. ш. 26.5° з. д.) и големия остров Земя Милн (75º 35` с.ш.) |
| 1891–1893                  | Ерих фон Дригалски                                                          | Геофизични и географски изследвания на западното крайбрежие и на континенталния ледник |
| 1892–1895                  | Робърт Пири                                                                 | Комплексни физикогеографски изследвания на Северна Гренландия (1892–1895). Първо двойно пресичане на Северна Гренландия от Земя Прудхо (на север от залива Инглфилд) в североизточно направление до Индепенденс фиорд (82°05′ с. ш. 30°00′ з. д. / 82.083333° с. ш. 30° з. д.) и откриване на север от него на п-ов Земя Пири с планината Рузвелт (1892) |
| 1898                       | Алфред Натхорст                                                             | Изследване на фиорда Франц Йосиф (на източното крайбрежие и откриване на п-ов Земя Андре (73°40′ с. ш. 26°00′ з. д. / 73.666667° с. ш. 26° з. д.), фиорда Конг Оскарс (Крал Оскар 72°20′ с. ш. 23°40′ з. д. / 72.333333° с. ш. 23.666667° з. д.), полуостровите Земя Зюс и Земя Натхорст и група острови, в т.ч. Имер (73°10′ с. ш. 24°20′ з. д. / 73.166667° с. ш. 24.333333° з. д.) и Трейл (72°35′ с. ш. 23°20′ з. д. / 72.583333° с. ш. 23.333333° з. д.) |
| 1900                       | Робърт Пири                                                                 | Изследване на цялото северно крайбрежие на североизток от протока Смит и откриване на северното крайбрежие на п-ов Земя Пири и нос Морис Джесъп (83°38′ с. ш. 32°40′ з. д. / 83.633333° с. ш. 32.666667° з. д., най-северната точка на световната суша) |
| 1902–1932                  | Кнуд Расмусен, Йохан Петер Кох                                              | Девет експедиции в Гренландия: 1902–1904 – северозападното крайбрежие (залива Мелвил); 1906–1908 – в Северозападна Гренландия (около протока Смит); 1912 – двойно пресичане на северния леден купол, от залива Инглфилд до Датския фиорд и обратно и доказване, че Земя Пири е полуостров; 1915–1918 – две експедиции за изследване на фиордите на Северозападна Гренландия (дотогава са известни само устиевите им части) и полуостровите между тях до фиорда Де-Лонг (83°05′ с. ш. 40°00′ з. д. / 83.083333° с. ш. 40° з. д.) на изток, в т.ч. Земя Нансен и п-ов Земя Вулф; 1919 – етнографски изследвания на остров Ангмагсалик в Югоизточна Гренландия; 1931 – в Югоизточна Гренландия; 1932 – в Североизточна Гренландия |
| 1905                       | Филип Робер (Херцог Орлеански)                                              | Откриване на част от източното крайбрежие на север от нос Бисмарк (76°40′ с. ш. 18°30′ з. д. / 76.666667° с. ш. 18.5° з. д.) на юг до 78º 17` с.ш. на север – Земя Херцог Орлеански, в т.ч. остров Ил дьо Франс (77º 45` с.ш.) и Френските о-ви (78º 50` с.ш.) |
| 1906–1907                  | Лудвиг Мюлиус-Ериксен, Йохан Петер Кох                                      | Откриване и картиране на най-североизточните части на Гренландия, в т.ч. фиорда Шер (77°25′ с. ш. 19°40′ з. д. / 77.416667° с. ш. 19.666667° з. д.), п-ов Земя Германия и на север от него о-вите Ховгор (79°50′ с. ш. 18°30′ з. д. / 79.833333° с. ш. 18.5° з. д.) и Норвежките о-ви (79°15′ с. ш. 18°00′ з. д. / 79.25° с. ш. 18° з. д.) (1906). Откриване на фиорда Инголф (80°35′ с. ш. 17°22′ з. д. / 80.583333° с. ш. 17.366667° з. д.), п-ов Земя Холм (на юг от фиорда), североизточния полуостров на Гренландия – Земя Кронпринц Кристиан (81º с.ш., на север от фиорда) с нос Североизточен (81°25′ с. ш. 11°45′ з. д. / 81.416667° с. ш. 11.75° з. д., най-източната точка на Гренландия), Датския фиорд (81°17′ с. ш. 21°22′ з. д. / 81.283333° с. ш. 21.366667° з. д.), в устието му – островите Принцеса Маргрет (82°00′ с. ш. 17°55′ з. д. / 82° с. ш. 17.916667° з. д.) и Принцеса Тира (81°57′ с. ш. 19°07′ з. д. / 81.95° с. ш. 19.116667° з. д.), п-ов Земя Мюлиус-Ериксен (81°30′ с. ш. 23°10′ з. д. / 81.5° с. ш. 23.166667° з. д.), на запад от него – фиорда Хаген (81°44′ с. ш. 24°17′ з. д. / 81.733333° с. ш. 24.283333° з. д.) и устието на Индепенденс фиорд (82°05′ с. ш. 27°40′ з. д. / 82.083333° с. ш. 27.666667° з. д.) (1907) |
| 1910                       | Е. Микелсон                                                                 | Изследване на източния край на ледения купол между 76° и 80° с.ш. |
| 1912                       | Алфред дьо Кервен (1879–1927)                                               | Пресичане на Гренландия в югоизточно направление между 70° с.ш. и Северната полярна окръжност |
| 1912–1913                  | Йохан Петер Кох, Алфред Вегенер                                             | 1912: Геофизични изследвания на източното крайбрежие в района на залива Дов (73°30′ с. ш. 20°20′ з. д. / 73.5° с. ш. 20.333333° з. д.); 1913: Пресичане на Гренландия в югозападно направление от залива Дов до залива Упернивак (72°55′ с. ш. 54°50′ з. д. / 72.916667° с. ш. 54.833333° з. д.), между 76°-73º с.ш. |
| 1921–1923                  | Лауге Кох                                                                   | Завършване на откриването на бреговата линия на Гренландия и точно картиране на северното крайбрежие на гигантския остров |
| 1926–1936                  | Жан Батист Шарко, Лорънс Гулд                                               | Мащабни топографски заснемания и картирания на големи участъци от крайбрежието на острова |
| 1927–1937                  | Лауге Кох                                                                   | Изследване на Централна Гренландия между 71º и 76ºс.ш. и североизточните части на острова, където се организират постоянни полярни бази |
| 1929                       | Вивиан Фукс                                                                 | Първи мащабни геоложки проучвания на острова |
| 1930                       | Хенри Уоткинс                                                               | Комплексни физикогеографски изследвания в района на Северната полярна окръжност, откриване на хребета Уоткинс с връх Гунбьорн (3700 м), най-високата точка на Арктика |
| 1930–1931                  | Алфред Вегенер                                                              | Първо зимуване в центъра на ледения купол на острова |
| 1931                       | Джон Раймил                                                                 | Пресичане на Гренландия от изток на запад, от Ангмагсалик до Холстейнборг по 67º с.ш. |
| 1934                       | Мартин Александър Линдзи (1905–1981)                                        | Пресичане на Гренландия от запад на изток по 70ºс.ш., близо до 30ºз.д. завиване на югозапад, изследване на Земя Кристиан ІХ, в т.ч. хребета Уоткинс и планината Форел и достигане до Ангмагсалик |
| 1949–1951                  | Пол Емил Виктор (1907–1995)                                                 | Изследване на вътрешния леден щит и трикратно пресичане на острова от запад на изток и обратно и първо меридиално пресичане на цяла Гренландия |